# Motorola 68881

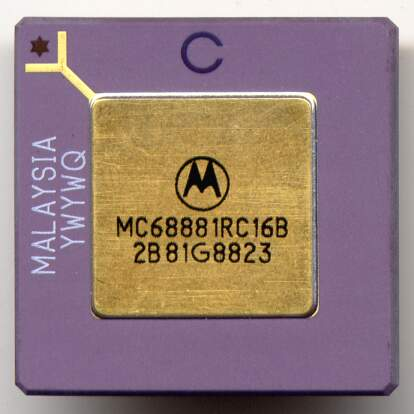
Motorola 68881

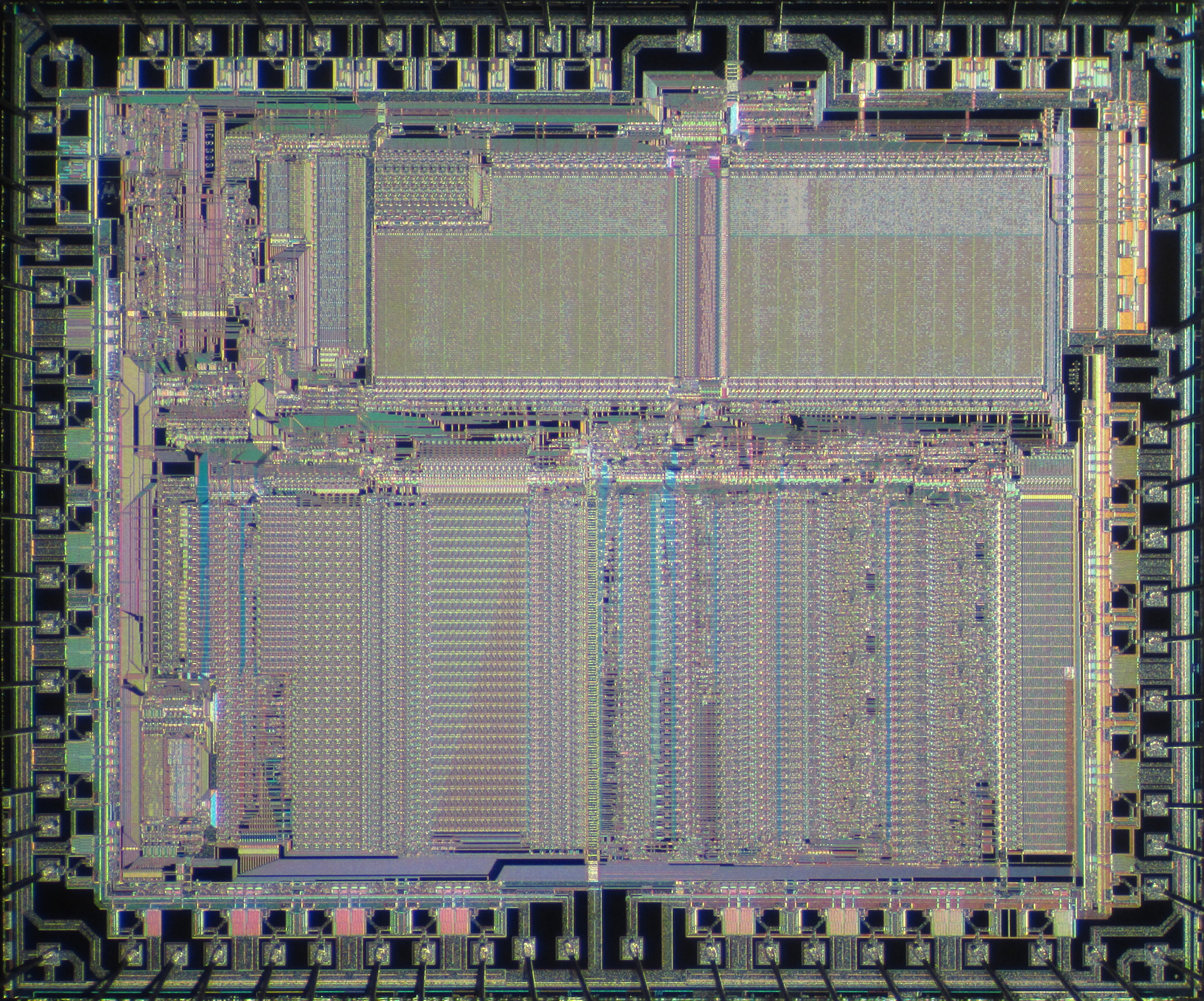
Die eines Motorola 68881 (MC68881RC16B)

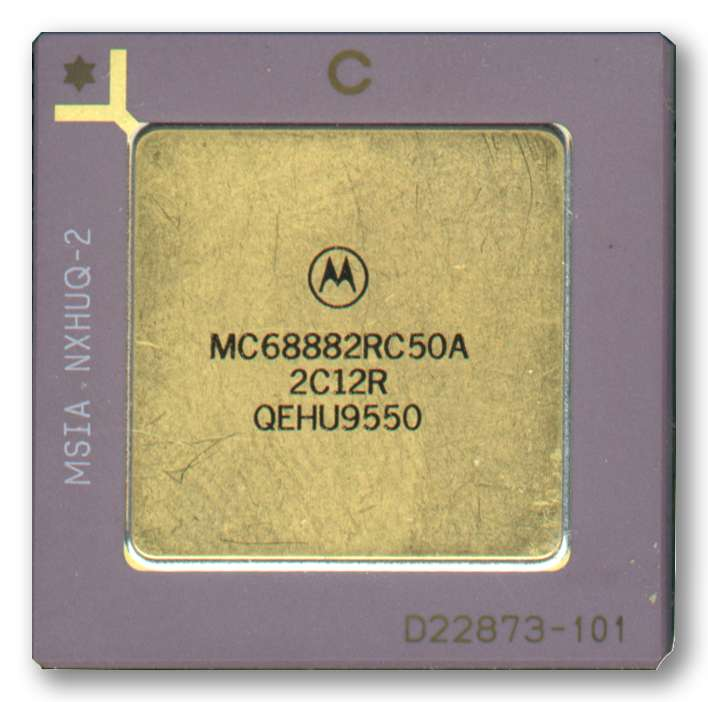
Motorola 68882

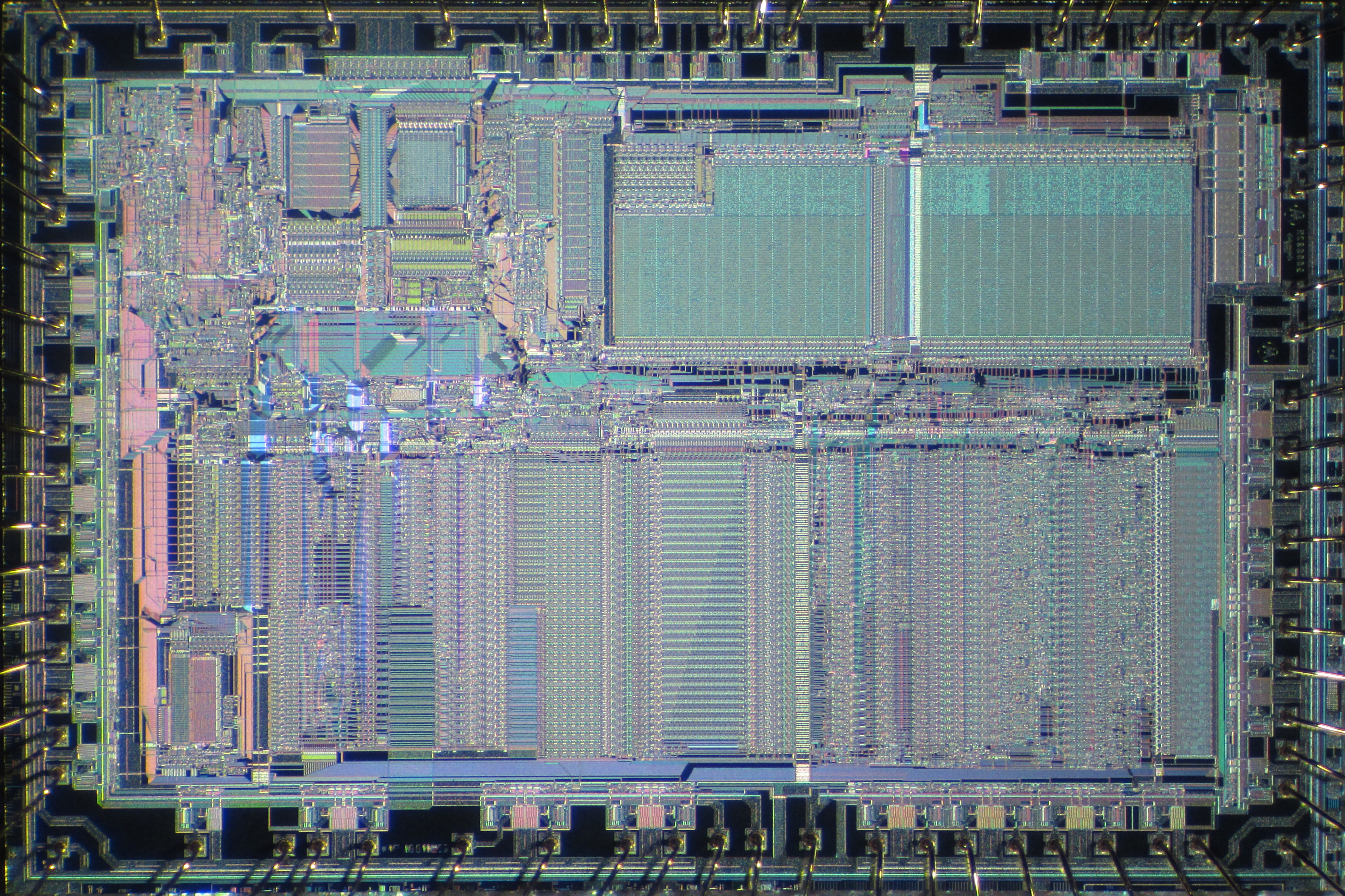
Die eines Motorola 68882 (MC68882RC16A)

Die Bausteine MC68881 und MC68882 von Motorola (später Freescale) waren Gleitkomma-Koprozessoren, die zusammen mit den Prozessoren MC68020 und MC68030 an deren Coprozessorschnittstelle, oder auch als Peripheriebaustein für beliebige andere Prozessoren verwendet werden konnten.
Mit den MC68881/MC68882 wurde der Befehlssatz der MC68020 oder MC68030 um diverse Gleitkomma-Operationen erweitert sowie um acht Gleitkommaregister mit jeweils 80 Bit Länge und dazugehörige Statusregister. Sie setzen den Standard IEEE 754 weitgehend vollständig und korrekt um. Als Zahlenformate werden einfache (single, 32 Bit), doppelte (double, 64 Bit) und erweiterte (extended, 80 Bit) Genauigkeit sowie gepackte BCD Darstellung unterstützt.
Neben den Grundrechenarten werden auch trigonometrische und exponentiale Funktionen sowie Formatumwandlungen unterstützt.
Zwischen dem MC68881 und MC68882 gibt es relativ wenig Unterschiede. Es handelt sich dabei praktisch um den gleichen Chip, jedoch verfügt der MC68882 über einen überarbeiteten Microcode, der intern die parallele Ausführung einiger Funktionen erlaubt, z. B. können Formatumwandlungen parallel zu Rechenoperationen bearbeitet werden. Dadurch erzielt der MC68882 bei bestimmten Operationen eine etwas höhere Leistung als der MC68881.
Bei dem auf den MC68030 folgenden MC68040 Prozessor wurde die Gleitkommaeinheit mit integriert. Der Befehlssatz ist mit den MC68881/MC68882 weitgehend kompatibel, allerdings werden z. B. die trigonometrischen Funktionen auf dem MC68040 nicht mehr als Befehl, sondern mittels einer Funktionsbibliothek ausgeführt.
Verwendet wurden die FPUs unter anderem bei Atari MegaSTE, Atari TT, Atari Falcon 030, Apple Macintosh II, dem Amiga 3000, sowie einigen Amiga Turbokarten (vor allem für den Amiga 1200 und Amiga 2000).